# Cyril Suk
Cyril Suk (* 29. Januar 1967 in Prag, Tschechoslowakei) ist ein ehemaliger tschechischer Tennisspieler. In seiner Karriere gewann er 32 Doppeltitel, darunter der Titel 1998 bei den US Open. Hinzu kamen vier Grand-Slam-Titel im Mixed-Doppel.

## Karriere
Suk stammt aus einer Tennisfamilie. Seine Mutter Věra Suková stand 1962 im Wimbledon-Finale, sein Vater Cyril war Präsident des tschechoslowakischen Tennisverbandes und seine ältere Schwester Helena Suková war ebenfalls eine erfolgreiche Tennisspielerin.
Mit seiner Schwester Helena gewann Cyril drei Grand-Slam-Titel im Mixed. Mit Sandon Stolle war er 1998 auch im Herrendoppel der US Open erfolgreich. Dazu kamen 31 Doppeltitel auf der ATP Tour, davon elf an der Seite seines Landsmanns Martin Damm. Mit Larisa Neiland gewann er in Wimbledon einen weiteren Titel im Mixed.
Seine beste Position in der Doppel-Weltrangliste erreichte Suk im April 1994 mit Platz 7. In der Einzel-Weltrangliste kam der Doppelspezialist nicht über Platz 180 hinaus.
Von 2003 bis 2006 war Cyril Suk Kapitän des tschechischen Davis-Cup-Teams.

## Erfolge
| Legende                                                   |
| Grand Slam (1)                                            |
| Tennis Masters Cup                                        |
| ATP Masters Series (2)                                    |
| ATP Championship Series ATP International Series Gold (7) |
| ATP World Series ATP International Series (22)            |
| ATP Challenger Series (10)                                |

| ATP-Titel nach Belag |
| Hartplatz (12)       |
| Sand (9)             |
| Rasen (6)            |
| Teppich (5)          |

### Doppel

#### Turniersiege

##### ATP Tour
| Nr. | Datum              | Turnier              | Belag         | Partner         | Finalgegner                          | Ergebnis          |
| --- | ------------------ | -------------------- | ------------- | --------------- | ------------------------------------ | ----------------- |
| 1.  | 20. August 1989    | Saint-Vincent        | Sand          | Josef Čihák     | Massimo Cierro Alessandro De Minicis | 6:4, 6:2          |
| 2.  | 11. August 1991    | Prag                 | Sand          | Vojtěch Flégl   | Libor Pimek Daniel Vacek             | 6:4, 6:2          |
| 3.  | 6. Oktober 1991    | Toulouse             | Hartplatz (i) | Tom Nijssen     | Jeremy Bates Kevin Curren            | 4:6, 6:3, 7:6     |
| 4.  | 20. Oktober 1991   | Lyon                 | Teppich (i)   | Tom Nijssen     | Steve DeVries David Macpherson       | 7:6, 6:3          |
| 5.  | 23. Februar 1992   | Stuttgart Indoor     | Teppich (i)   | Tom Nijssen     | John Fitzgerald Anders Järryd        | 6:3, 6:7, 6:3     |
| 6.  | 4. Oktober 1992    | Basel (1)            | Hartplatz (i) | Tom Nijssen     | Karel Nováček David Rikl             | 6:3, 6:4          |
| 7.  | 20. Juni 1993      | Halle                | Rasen         | Petr Korda      | Mike Bauer Marc-Kevin Goellner       | 7:6, 5:7, 6:3     |
| 8.  | 1. August 1993     | Stuttgart            | Sand          | Tom Nijssen     | Gary Muller Piet Norval              | 7:6, 6:3          |
| 9.  | 16. August 1993    | New Haven            | Hartplatz     | Daniel Vacek    | Steve DeVries David Macpherson       | 7:5, 6:4          |
| 10. | 9. Januar 1994     | Oʻahu                | Hartplatz     | Tom Nijssen     | Alex O’Brien Jonathan Stark          | 6:4, 6:4          |
| 11. | 13. Februar 1994   | Mailand              | Teppich (i)   | Tom Nijssen     | Hendrik Jan Davids Piet Norval       | 4:6, 7:6, 7:6     |
| 12. | 17. April 1995     | Nizza                | Sand          | Daniel Vacek    | Luke Jensen David Wheaton            | 3:6, 7:6, 7:6     |
| 13. | 15. Mai 1995       | Rom (1)              | Sand          | Daniel Vacek    | Jan Apell Jonas Björkman             | 6:3, 6:4          |
| 14. | 21. August 1995    | Long Island          | Hartplatz     | Daniel Vacek    | Rick Leach Scott Melville            | 5:7, 7:6, 7:6     |
| 15. | 25. September 1995 | Basel (2)            | Hartplatz (i) | Daniel Vacek    | Mark Keil Peter Nyborg               | 3:6, 6:3, 6:3     |
| 16. | 21. Oktober 1996   | Ostrava              | Teppich (i)   | Sandon Stolle   | Ján Krošlák Karol Kučera             | 7:6, 6:3          |
| 17. | 10. November 1997  | Moskau               | Teppich (i)   | Martin Damm     | David Adams Fabrice Santoro          | 6:4, 6:3          |
| 18. | 8. März 1998       | Scottsdale           | Hartplatz     | Michael Tebbutt | Kent Kinnear David Wheaton           | 4:6, 6,1, 7:6     |
| 19. | 14. September 1998 | US Open              | Hartplatz     | Sandon Stolle   | Mark Knowles Daniel Nestor           | 4:6, 7:6, 6:2     |
| 20. | 12. Juli 1999      | Gstaad               | Sand          | Donald Johnson  | Aleksandar Kitinov Eric Taino        | 7:5, 7:64         |
| 21. | 26. Juni 2000      | ’s-Hertogenbosch (1) | Rasen         | Martin Damm     | Paul Haarhuis Sandon Stolle          | 6:4, 6:75, 7:65   |
| 22. | 30. Juli 2000      | Kitzbühel            | Sand          | Pablo Albano    | Joshua Eagle Andrew Florent          | 6:3, 3:6, 6:3     |
| 23. | 11. März 2002      | Delray Beach         | Hartplatz     | Martin Damm     | David Adams Ben Ellwood              | 6:4, 6:75, [10:5] |
| 24. | 13. Mai 2002       | Rom (2)              | Sand          | Martin Damm     | Wayne Black Kevin Ullyett            | 7:5, 7:5          |
| 25. | 24. Juni 2002      | ’s-Hertogenbosch (2) | Rasen         | Martin Damm     | Paul Haarhuis Brian MacPhie          | 7:66, 6:76, 6:4   |
| 26. | 6. Januar 2003     | Doha (1)             | Hartplatz     | Martin Damm     | Mark Knowles Daniel Nestor           | 6:4, 7:68         |
| 27. | 23. Juni 2003      | ’s-Hertogenbosch (3) | Rasen         | Martin Damm     | Donald Johnson Leander Paes          | 7:5, 7:64         |
| 28. | 28. Juli 2003      | Kitzbühel (2)        | Sand          | Martin Damm     | Jürgen Melzer Alexander Peya         | 6:4, 6:4          |
| 29. | 12. Januar 2004    | Doha (2)             | Hartplatz     | Martin Damm     | Stefan Koubek Andy Roddick           | 6:2, 6:4          |
| 30. | 21. Juni 2004      | ’s-Hertogenbosch (4) | Rasen         | Martin Damm     | Lars Burgsmüller Jan Vacek           | 6:3, 6:77, 6:3    |
| 31. | 18. Oktober 2004   | Wien                 | Hartplatz (i) | Martin Damm     | Gastón Etlis Martín Rodríguez        | 6:74, 6:4, 7:64   |
| 32. | 13. Juni 2005      | ’s-Hertogenbosch (5) | Rasen         | Pavel Vízner    | Tomáš Cibulec Leoš Friedl            | 6:3, 6:4          |

##### ATP Challenger
| Nr. | Datum              | Turnier      | Belag | Partner          | Finalgegner                       | Ergebnis       |
| --- | ------------------ | ------------ | ----- | ---------------- | --------------------------------- | -------------- |
| 1.  | 21. September 1986 | Budapest (1) | Sand  | Stanislav Birner | Peter Bastiansen Brett Buffington | 6:1, 7:5       |
| 2.  | 26. Juli 1987      | Fürth        | Sand  | Nick Fulwood     | Axel Hornung Karsten Saniter      | 4:6, 6:3, 6:2  |
| 3.  | 13. September 1987 | Budapest (2) | Sand  | Josef Čihák      | Christer Allgårdh David Engel     | 6:2, 7:6       |
| 4.  | 13. März 1988      | Kairo        | Sand  | Josef Čihák      | Roberto Argüello Marcelo Ingaramo | 6:3, 6:2       |
| 5.  | 27. März 1988      | Agadir (1)   | Sand  | Josef Čihák      | José López Maeso Alberto Tous     | 6:2, 6:2       |
| 6.  | 9. Oktober 1988    | Casablanca   | Sand  | Josef Čihák      | Arnaud Boetsch Denis Langaskens   | 6:2, 6:0       |
| 7.  | 30. Oktober 1988   | Bergen       | Sand  | Petr Korda       | Andrew Castle Tobias Svantesson   | 7:6, 7:6       |
| 8.  | 19. März 1989      | Agadir (2)   | Sand  | Josef Čihák      | Brett Dickinson Jörgen Windahl    | 6:3, 6:3       |
| 9.  | 25. März 1990      | Agadir (3)   | Sand  | Josef Čihák      | Omar Camporese Diego Nargiso      | kampflos       |
| 10. | 23. Mai 2004       | Prag         | Sand  | Karol Kučera     | Martin Damm Dušan Karol           | 6:3, 6:75, 6:3 |

#### Finalteilnahmen
| Nr. | Datum              | Turnier          | Belag         | Partner               | Finalgegner                         | Ergebnis         |
| --- | ------------------ | ---------------- | ------------- | --------------------- | ----------------------------------- | ---------------- |
| 1.  | 30. Juli 1989      | Stuttgart        | Sand          | Florin Segărceanu     | Petr Korda Tomáš Šmíd               | 3:6, 4:6         |
| 2.  | 10. Februar 1991   | Mailand (1)      | Teppich (i)   | Tom Nijssen           | Omar Camporese Goran Ivanišević     | 4:6, 6:7         |
| 3.  | 7. April 1991      | Estoril          | Sand          | Tom Nijssen           | Paul Haarhuis Mark Koevermans       | 3:6, 3:6         |
| 4.  | 27. Oktober 1991   | Stockholm        | Teppich (i)   | Tom Nijssen           | John Fitzgerald Anders Järryd       | 5:7, 2:6         |
| 5.  | 12. Juli 1992      | Gstaad (1)       | Sand          | Petr Korda            | Hendrik Jan Davids Libor Pimek      | kampflos         |
| 6.  | 18. Oktober 1992   | Bozen            | Teppich (i)   | Tom Nijssen           | Anders Järryd Bent-Ove Pedersen     | 1:6, 7:6, 3:6    |
| 7.  | 14. Februar 1993   | Mailand (2)      | Teppich (i)   | Tom Nijssen           | Mark Kratzmann Wally Masur          | 6:4, 3:6, 4:6    |
| 8.  | 7. November 1993   | Paris            | Teppich (i)   | Tom Nijssen           | Byron Black Jonathan Stark          | 6:4, 5:7, 2:6    |
| 9.  | 26. Februar 1995   | Stuttgart Indoor | Teppich (i)   | Daniel Vacek          | Grant Connell Patrick Galbraith     | 2:6, 2:6         |
| 10. | 23. Juli 1995      | Washington D.C.  | Hartplatz     | Petr Korda            | Olivier Delaître Jeff Tarango       | 6:1, 3:6, 2:6    |
| 11. | 17. September 1995 | Bukarest         | Sand          | Daniel Vacek          | Mark Keil Jeff Tarango              | 4:6, 6:7         |
| 12. | 29. Oktober 1995   | Essen            | Teppich (i)   | Daniel Vacek          | Jacco Eltingh Paul Haarhuis         | 5:7, 4:6         |
| 13. | 10. März 1996      | Rotterdam (1)    | Teppich (i)   | Hendrik Jan Davids    | David Adams Marius Barnard          | 3:6, 7:5, 6:7    |
| 14. | 12. August 1996    | Cincinnati       | Hartplatz     | Sandon Stolle         | Mark Knowles Daniel Nestor          | 6:3, 3:6, 4:6    |
| 15. | 18. August 1996    | Indianapolis     | Hartplatz     | Petr Korda            | Jim Grabb Richey Reneberg           | 6:7, 6:4, 4:6    |
| 16. | 17. Februar 1997   | Dubai            | Hartplatz     | Sandon Stolle         | Sander Groen Goran Ivanišević       | 6:7, 3:6         |
| 17. | 24. Februar 1997   | Antwerpen        | Hartplatz (i) | Sandon Stolle         | David Adams Olivier Delaître        | 6:3, 2:6, 1:6    |
| 18. | 16. Juni 1997      | Queen’s Club     | Rasen         | Sandon Stolle         | Mark Philippoussis Patrick Rafter   | 2:6, 6:4, 5:7    |
| 19. | 12. Juli 1998      | Gstaad (2)       | Sand          | Daniel Orsanic        | Gustavo Kuerten Fernando Meligeni   | 4:6, 5:7         |
| 20. | 25. Juni 2001      | ’s-Hertogenbosch | Rasen         | Martin Damm           | Paul Haarhuis Sjeng Schalken        | 4:6, 4:6         |
| 21. | 13. Januar 2002    | Auckland         | Hartplatz     | Martín Alberto García | Jonas Björkman Todd Woodbridge      | 6:75, 6:77       |
| 22. | 16. Juni 2003      | Halle            | Rasen         | Martin Damm           | Jonas Björkman Todd Woodbridge      | 3:6, 4:6         |
| 23. | 25. August 2003    | Long Island      | Hartplatz     | Martin Damm           | Robbie Koenig Martín Rodríguez      | 3:6, 6:74        |
| 24. | 1. März 2004       | Marseille        | Hartplatz (i) | Martin Damm           | Mark Knowles Daniel Nestor          | 5:7, 3:6         |
| 25. | 20. Februar 2005   | Rotterdam (2)    | Hartplatz (i) | Pavel Vízner          | Jonathan Erlich Andy Ram            | 4:6, 6:4, 3:6    |
| 26. | 28. Mai 2006       | Pörtschach       | Sand          | Oliver Marach         | Paul Hanley Jim Thomas              | 3:6, 6:4, [5:10] |
| 27. | 30. Juli 2006      | Kitzbühel        | Sand          | Oliver Marach         | Philipp Kohlschreiber Stefan Koubek | 2:6, 3:6         |

### Mixed

#### Turniersiege
| Nr. | Datum        | Turnier                     | Belag | Partner                  | Finalgegner                               | Ergebnis      |
| --- | ------------ | --------------------------- | ----- | ------------------------ | ----------------------------------------- | ------------- |
| 1.  | 9. Juni 1991 | French Open                 | Rasen | Helena Suková            | Paul Haarhuis Caroline Vis                | 3:6, 6:4, 6:1 |
| 2.  | 9. Juni 1992 | Wimbledon Championships (1) | Sand  | Larisa Savchenko-Neiland | Jacco Eltingh Miriam Oremans              | 7:6, 6:2      |
| 3.  | 7. Juli 1996 | Wimbledon Championships (2) | Rasen | Helena Suková            | Mark Woodforde Larisa Savchenko-Neiland   | 1:6, 6:3, 6:2 |
| 4.  | 6. Juli 1997 | Wimbledon Championships (3) | Rasen | Helena Suková            | Andrei Olchowski Larisa Savchenko-Neiland | 4:6, 6:3, 6:4 |

#### Finalteilnahmen
| Nr. | Datum              | Turnier                 | Belag     | Partner        | Finalgegner                        | Ergebnis      |
| --- | ------------------ | ----------------------- | --------- | -------------- | ---------------------------------- | ------------- |
| 1.  | 30. Januar 1995    | Australian Open (1)     | Hartplatz | Gigi Fernández | Rick Leach Natallja Swerawa        | 6:7, 7:6, 4:6 |
| 2.  | 9. Juli 1995       | Wimbledon Championships | Rasen     | Gigi Fernández | Jonathan Stark Martina Navratilova | 4:6, 4:6      |
| 3.  | 10. September 1995 | US Open                 | Hartplatz | Gigi Fernández | Matt Lucena Meredith McGrath       | 4:6, 4:6      |
| 4.  | 1. Februar 1998    | Australian Open (2)     | Hartplatz | Helena Suková  | Justin Gimelstob Venus Williams    | 2:6, 1:6      |